# Ambassade van Oekraïne in Italië
De ambassade van Oekraïne in Italië is de vertegenwoordiging van Oekraïne in de Italiaanse hoofdstad Rome.
De ambassade werd in 1993 geopend.

## Ambassadeurs
- Anatoliy Konstantinovitsj Orel, 1992–1997
- Volodymyr Yevtukh, 1997–1999
- Borys Hudyma, 1999–2004
- Anatoliy Konstantinovitsj Orel, 2004–2005
- George Vladimirovich Chernyavsky, 2005–2012
- Yevhen Perelygin, 2012–?
- Melnik Yaroslav Vladimirovich, 2020–